# 스도 아키코
스도 아키코(일본어: 須藤 安紀子, 1984년 4월 7일 ~ )는 일본의 은퇴한 여자 축구 선수이다.

## 국가대표팀 경력
그녀는 2003년 1월 12일 미국과의 경기에서 일본 국가대표팀에 데뷔했다. 2006년 아시안 게임 은메달 획득, 2010년 동아시아 축구 선수권 대회 우승. 그녀는 2010년까지 국제 A매치 15경기에 출전, 3득점을 넣었다.

## 통계
| 일본 | 일본 | 일본 |
| 연도 | 출전 | 득점 |
| ---- | ---- | ---- |
| 2003 | 2    | 0    |
| 2004 | 0    | 0    |
| 2005 | 5    | 1    |
| 2006 | 1    | 1    |
| 2007 | 0    | 0    |
| 2008 | 0    | 0    |
| 2009 | 0    | 0    |
| 2010 | 7    | 1    |
| 통산 | 15   | 3    |